# Mussaenda dawei
Mussaenda dawei är en måreväxtart som beskrevs av John Hutchinson. Mussaenda dawei ingår i släktet Mussaenda och familjen måreväxter. Inga underarter finns listade i Catalogue of Life.